# ألبرت غوموندسون (لاعب كرة قدم)
ألبرت غوموندسون (30 أبريل 1958 بآيسلندا - ) هو لاعب كرة قدم أيسلندي في مركز الوسط. شارك مع منتخب آيسلندا تحت 19 سنة لكرة القدم ومنتخب آيسلندا تحت 21 سنة لكرة القدم ومنتخب آيسلندا لكرة القدم. أما مع النوادي، فقد لعب مع نادي فالور ونادي هلسينغبورغ ونادي مالمو لكرة القدم ‏ وإدمونتون دريلرز ‏ وÄngelholms FF ‏ وHittarps IK ‏ وMjällby AIF ‏ ونادي لاندسكرونا ‏.

## وصلات خارجية
- ألبرت غوموندسون على موقع قاعدة بيانات كرة القدم.إي يو (الإنجليزية)